# Едмунд, граф Ратлендський
Едмунд (англ. Edmund); 27 або 17 травня 1443, Руан — убитий 30 грудня 1460, Битва при Вейкфілді) — граф Ратлендський (1446—1460). Представник Йоркського дому. Другий син Річарда, 1-го герцога Йоркського і Сесілії Невілл, дочки Ральфа Невілла, 1-го графа Вестморленд, і його дружини Джоан Бофорт.

## Біографія
В кінці 1446 році Едмунд отримав титул графа Ратленд, але в 1459 він був позбавлений титулу за наказом парламенту. Через рік він був знову відновлений.
В 1451 році, батько Едмунда Річард, колишній лордом-лейтенантом Ірландії, призначив Едмунда лордом-канцлером Ірландії. Так як Едмунд був неповнолітнім, його обов'язки виконував заступник канцлера. Його першим віце-канцлером був Едмунд Олдхолл, єпископ Міта. Його брат Вільям Олдхолл був камергером герцога Йоркського і, ймовірно, також був призначений заступником Едмунда. Він виступав заступником канцлера до 1454 року. Його замінив Джон Тальбот, 2-й граф Шрусбері, який також займав посаду лорда-стюарда Ірландії. Він був заступником канцлера до своєї загибелі в битві при Нортгемптоні 10 липня 1460 року.
Едмунд загинув у віці 17 років у битві при Вейкфілді 30 грудня 1460 року під час війни Червоної та Білої Троянди, борючись на стороні батька. Він був убитий або самим Джоном Кліффордом, 9-м бароном де Кліффордом при спробі до втечі, або обезголовлений за його наказом. Його голова, разом з головами його батька і дядька, Річарда Невілла, 5-го графа Солсбері, були виставлені на воротах Йорка .
Едмунд не був одружений і не залишив нащадків. Він був похований в монастирській церкві в Фотерінгеї, в Нортгемптонширі.